# Пруто, Жан-Пьер
Жан-Пьер Пруто (фр. Jean-Pierre Prouteau; 28 октября 1930 года, Париж — 5 сентября 1998 года, Коголен, Вар) — французский политик. Занимал должность великого мастера Великого востока Франции с 1973 по 1975 год.
В 1988 году он женился на актрисе Анне Вернон.

## Биография
Начал службу в военно-морском флоте матросом, после нескольких повышений смог занять офицерскую должность.
Был Великим мастером Великого востока Франции (1973—1975 гг). Занимал последовательно посты вице-президента и сопредседателя Радикальной партии (1979—1981), которую он покинул в 1981 году. Он был убежденным сторонником воссоединения Радикальной партии. 6 ноября 1978 года он создал Демократический и Республиканский клубы.
Его карьера продолжалась в различных организациях, он последовательно занимал должности генерального директора в: CFRO, Sincro, дочерней компании Credit Agricole, и в самой компании Credit Agricole, CNMCCA, Thomson CSF, затем OPTORG). Он создал в 1976 году Национальный центр по профессионально-техническому сотрудничеству в целях взаимодействия представителей среднего класса.
С 5 апреля 1978 года по 13 мая 1981 года он служил в качестве государственного секретаря министра промышленности, ответственного за предприятия малого и среднего бизнеса, в правительстве Раймона Барра. В течение трёх лет своей службы в качестве государственного секретаря он создал Национальное агентство по созданию предприятий (НАСП).

## Другая деятельность
Он был генеральным директором CNMCCA с 1977 по 1978 год.
В 1989 году он также был президентом Французского совета инвесторов в Африке (CIAN) и заместителем мэра города Коголен (Департамент Вар).

## Награды
- Офицер ордена Почётного легиона (13 июля 1997 года)[14]
- Кавалер ордена Почётного легиона (29 июля 1987 года)[14]